# Lenguas afar-saho
Las dos lenguas afar-saho o saho-afar constituyen un subgrupo de lenguas del grupo cushita oriental de las lenguas afroasiáticas, habladas en Eritrea, Etiopía y Yibuti.

## Comparación léxica
Los numerales para diferentes lenguas afar-saho son:
| GLOSA | Afar               | Saho   | PROTO- AFAR-SAHO |
| ----- | ------------------ | ------ | ---------------- |
| 1     | enèki / inìki      | inik   | *inik-           |
| 2     | namːàya            | lamːa  | *lamma           |
| 3     | sidòħu / sidòħòːyu | adoħ   | *sidoħ           |
| 4     | ferèyi / ferèːyi   | afar   | *afar            |
| 5     | konòyu / konòːyu   | koːn   | *kono-           |
| 6     | leħèyi / leħèːyi   | liħ    | *liħ-            |
| 7     | malħiːni           | malħin | *malħin-         |
| 8     | baħàːra            | baħar  | *baħar           |
| 9     | sagàːla            | sagal  | *sagal           |
| 10    | tàbana             | taman  | *taɓan           |